# 蒙帕济耶
蒙帕济耶（法語：Monpazier，法語發音：[mɔ̃pazje]）是法国多尔多涅省的一个市镇，属于贝尔热拉克区。

## 地理
蒙帕济耶（44°40'51"N, 0°53'39"E）面积0.53 平方千米，位于法国新阿基坦大区多爾多涅省，该省份为法国西南部内陆省份，是法國本土面积第三大的省，大致对应佩里戈尔地区，北起顺时针与夏朗德省、上维埃纳省、科雷兹省、洛特省、洛特-加龙省、吉倫特省和滨海夏朗德省接壤。
与蒙帕济耶接壤的市镇（或旧市镇、城区）包括：马尔萨莱斯、卡普德罗、戈雅克。

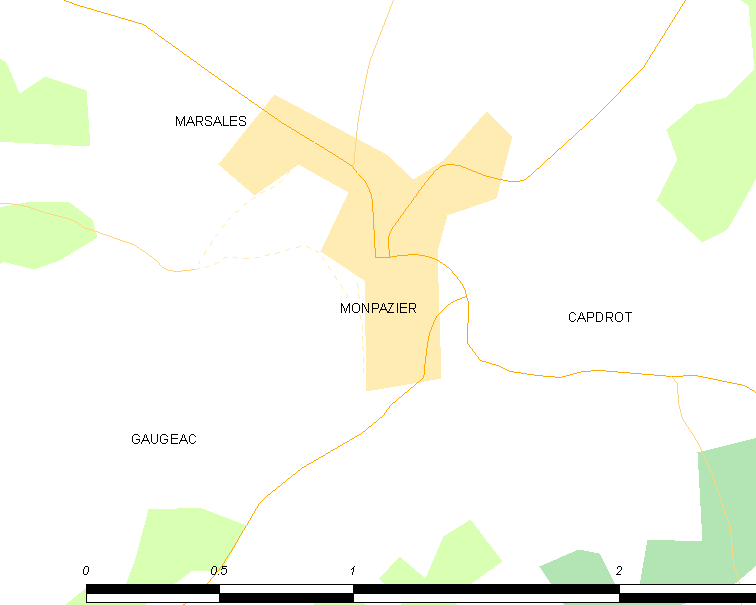
蒙帕济耶的OSM定位图

蒙帕济耶的时区为UTC+01:00、UTC+02:00（夏令时）。

## 行政
蒙帕济耶的邮政编码为24540，INSEE市镇编码为24280。

## 政治
蒙帕济耶所属的省级选区为拉兰德县。

## 人口

1962-2008年间蒙帕济耶人口变化图示

蒙帕济耶于2022年1月1日时的人口数量为442人。